# 昔蘭尼加麝鼩
昔蘭尼加麝鼩（Crocidura aleksandrisi）是鼩鼱科麝鼩屬內的一個物種，為利比亞的特有種。
昔蘭尼加麝鼩為小型哺乳動物，下腹的毛色較淡，具有尖鼻子與長尾巴，與歐亞地區常見的北小麝鼩外觀極為相似，兩者的牙冠上都沒有紅色的斑紋。
昔蘭尼加麝鼩為利比亞的特有種，主要分布於昔蘭尼加境內海拔200至300公尺之處，沒有跡象顯示本物種的數量有在衰減或存在著重大威脅，因此其保護狀況被評估為「無危」。